# Copiale cipher
Copiale cipher är ett krypterat manuskript i bokform med 75 000 handskrivna bokstäver och symboler fördelade på 105 sidor. Manuskriptet är daterat till perioden 1760-1780,  men själva texten är sannolikt cirka 25 år äldre . Det var i stort sett okänt för allmänheten till april 2011 då ett internationellt forskarlag lyckades knäcka koden.  Manuset innehåller såväl abstrakta symboler som bokstäver ur det grekiska alfabetet och största delen av det latinska alfabetet. Den enda öppna texten i manuskriptet är Copiales 3 i slutet och Philipp 1866 på försättsbladet. Philipp antas ha varit ägare till manuskriptet.

## Texten dekrypteras
I april 2011 dekrypterades manuskriptet av Kevin Knight från University of Southern California tillsammans med Beáta Megyesi och Christiane Schaefer från Uppsala universitet. De konstaterade att manuskriptet var ett komplext homofoniskt substitutionschiffer.

## Textuppbyggnad

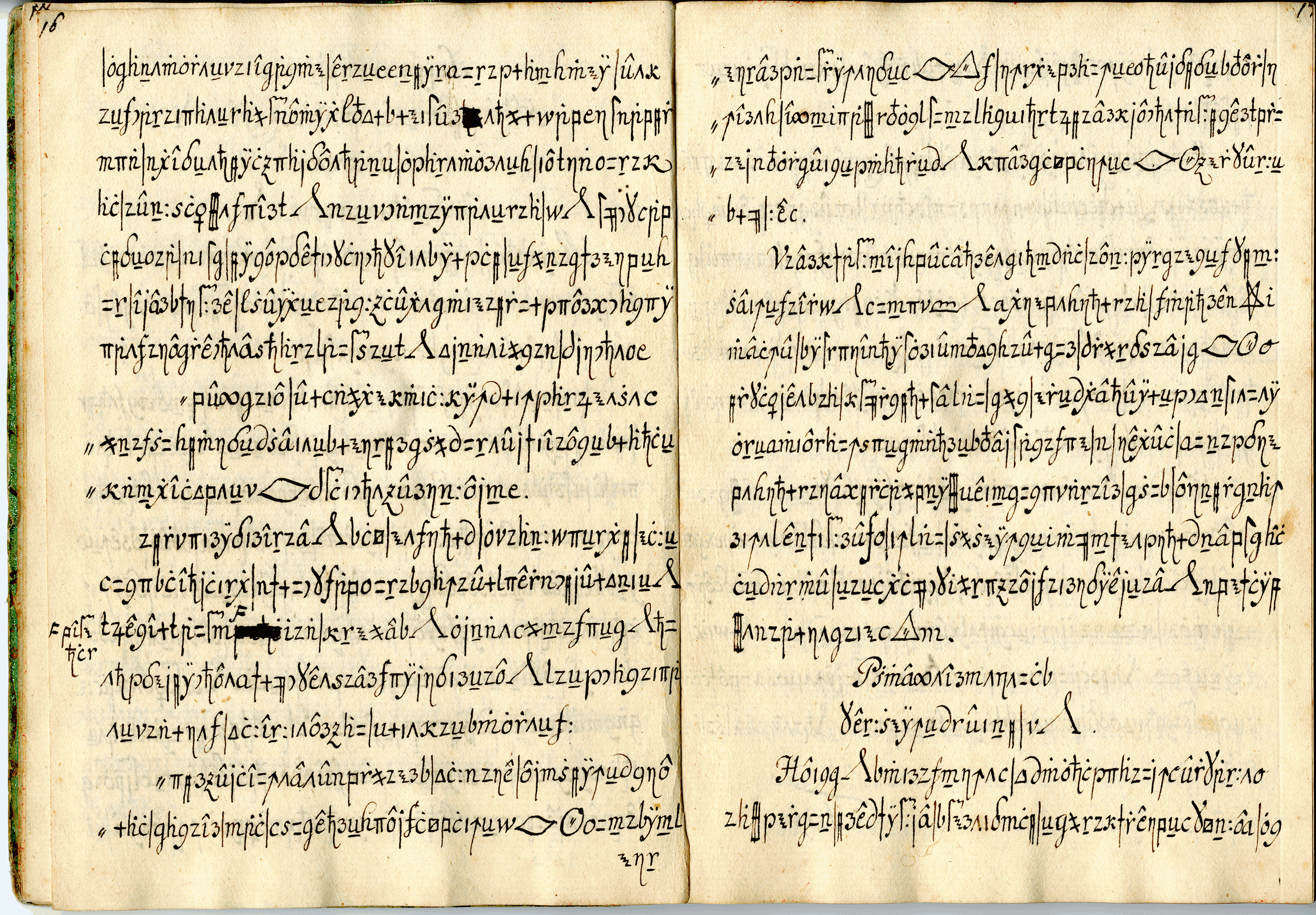
Siduppslag 16-17

Brödtexten konstaterades vara kodad med accentuerade latinska bokstäver, grekiska bostäver och symboler medan icke accentuerade latinska bokstäver användes för att beteckna mellanrum. Forskarna fann att de första 16 sidorna bestod av en antagningsceremoni för Okulistorden, även kallade ockulisterna, ett tyskt hemligt ordenssällskap av frimurerisk karaktär.
 Dokumentet beskriver en ritual där recepienten ombes läsa från ett oskrivet blad. Då denne förklarar att detta är omöjligt, får han ett par glasögon och uppmanas att försöka igen. Då detta inte heller är möjligt torkas ögonen med en duk och därefter genomförs en symbolisk operation varvid ett enstaka hårstrå från ett ögonbryn tas bort. Efter de inledande sidorna går författaren i bokens andra och tredje del in på frimureri och ett stycke om skotskt frimureri har väckt såväl svenskt som internationellt intresse.. Översättningarna har bland annat granskats av idéhistorikern och forskaren i frimureri, Andreas Önnerfors.

## Textinnehåll

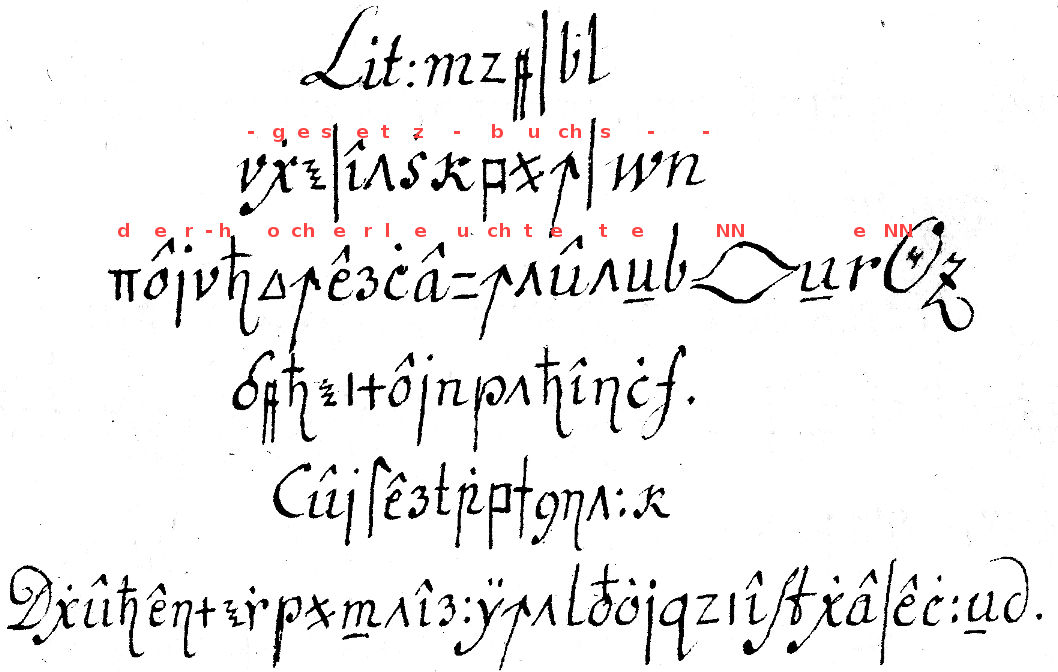
Första textsidan med transkription (tyska)

Texten nedan omfattar en översättning och tolkning av det tyska originalets första sida
av
lagboken av den vördiga *lip* *o* hemliga delen
Första paragrafen
Hemliga instruktioner för lärlingen
Första delen
Ritual för antagning
Om säkerheten hos *tri* garanteras av den äldre
portvakten och *tri* öppnas av den styrande *nee*
genom att sätta på sig hatten
hämtas recepienten från ett annat rum
av en yngre portvakt och leds vid handen
till den styrande *nee* bord och tillfrågas av denne:
först om han önskar bli upptagen som *lip*
sedan om han underkastar sig *o* bud och befallningar

### Översättning
Den här artikeln är helt eller delvis baserad på material från engelskspråkiga Wikipedia.